# Pantheranolis
Der Pantheranolis (Anolis sabanus, Syn.: Ctenonotus sabanus) ist eine auf der Karibik-Insel Saba endemische Echse der Gattung Anolis. Die Art wurde im Jahre 1887 von dem Herpetologen Samuel Garman beschrieben.

## Beschreibung

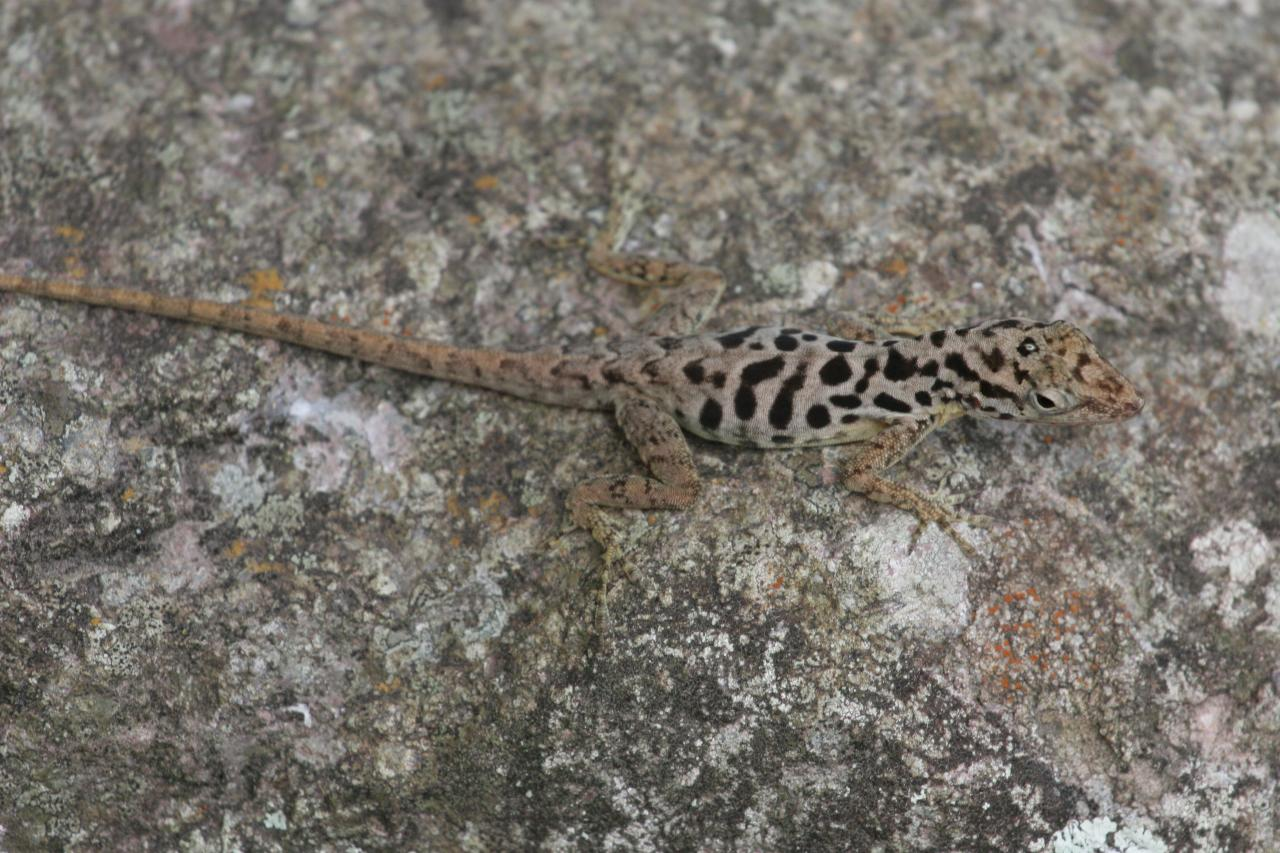
Pantheranolis auf einem Felsen

Der Pantheranolis ist eine recht kleine Echse, adulte Weibchen erreichen in der Regel eine Länge von 23 bis 25 mm ohne Schwanz. Die Männchen können deutlich größer werden, einige Exemplare werden bis zu 72 mm groß. Die Art zeigt auch bei der Färbung einen ausgeprägten Geschlechtsdimorphismus: Männliche Tiere sind an der Rückenseite blass-grau bis bräunlich gefärbt, die ventrale Färbung variiert von einem blassen grün-gelblichen Ton bis hin zu grau. Wie bei allen Männchen der Gattung Anolis existiert auch bei Anolis sabanus ein Kehlsack, der blässlich gelb mit grünen oder orangen Tupfern gefärbt ist. Charakteristisch sind die unregelmäßigen, schwarzen Flecken auf dem Rücken der Tiere, die der Art ihren deutschen Namen Pantheranolis beschert haben. Die Weibchen sind in ihrer Färbung insgesamt unauffälliger, mit deutlich weniger ausgeprägten Flecken. Zusätzlich besitzen einige der weiblichen Tiere einen vagen Streifen, der sich entlang der Mitte des Rückens zieht.

## Vorkommen
Das Verbreitungsgebiet des Pantheranolis beschränkt sich auf die kleine Karibikinsel Saba, eine der Besonderen Gemeinden der Niederlande. Hier sind die Echsen allerdings häufig anzutreffen und kommen in jedem terrestrischen Habitat der Insel und in allen Höhenlagen vor. Auch in den Siedlungen der Insel kann die Art regelmäßig beim Sonnenbaden auf Steinen oder an Hauswänden gesichtet werden. In den Wäldern Sabas halten sich die Echsen häufig auf Bäumen auf.
Im April 2015 wurde erstmals ein Exemplar von Anolis sabanus außerhalb Sabas auf der Nachbarinsel Sint Eustatius gefunden. Das adulte Männchen wurde von lokalen und niederländischen Forschern im Hafen von Oranjestad neben einigen Schiffscontainern entdeckt und eingefangen. Es wird vermutet, dass das Tier versehentlich mit einem Fischerboot oder einer Containerlieferung, die zwischen den beiden Inseln regelmäßig stattfinden, nach Sint Eustatius eingeschleppt wurde. Da keine weiteren Individuen der Art gefunden wurden, wird die Etablierung einer fortpflanzungsfähigen Population auf Sint Eustatius für die nahe Zukunft als unwahrscheinlich angesehen.

## Ernährung
Der Pantheranolis ernährt sich in freier Wildbahn von kleinen Insekten, in Gefangenschaft nehmen die Tiere auch Obstbrei oder Joghurt an.
Des Weiteren existiert ein Augenzeugenbericht der amerikanischen Forscher Robert Powell und Adam Watkins aus dem Jahr 2014, der einen Fall von Kannibalismus bei Anolis sabanus beschreibt. In diesem Fall wurde ein juveniles Exemplar von einem ausgewachsenen Männchen der eigenen Art gejagt und erlegt.

## Fortpflanzung
Die Weibchen der Art legen im Abstand von fünf bis sieben Tagen ein einzelnes Ei mit weicher Schale. Die Jungtiere schlüpfen bei entsprechend geeigneten Temperaturen nach etwa 35 bis 45 Tagen. Bei juvenilen Tieren ist das Geschlecht noch nicht mit abschließender Sicherheit zu bestimmen. Werden die Jungtiere in Gefangenschaft geboren, empfehlen Ratgeber eine getrennte Aufzucht der Tiere.

## Terraristik
Die Haltung des Pantheranolis im Terrarium wird als recht unproblematisch beschrieben. Die Art benötigt Temperaturen zwischen 24 °C und 27 °C, auch nachts sollte die Temperatur nicht unter 20 °C sinken. Die Tiere benötigen diverse Klettermöglichkeiten und können auf Grund des sowohl bei männlichen als auch weiblichen Exemplaren ausgeprägten Territorialverhaltens nur paarweise gehalten werden. Die Mindestgröße des Terrariums wird mit 50 × 40 × 60 cm angegeben.

## Phylogenie
Innerhalb der sehr artenreichen Gattung Anolis gehört Anolis sabanus in die Untergattung Ctenonotus (die von einigen Taxonomen als eigenständige Gattung aufgefasst wird). Nach den genetischen Daten ist sie nahe verwandt mit Anolis marmoratus von der Insel Guadeloupe und verschiedenen Arten benachbarter Inseln der Inseln über dem Winde, die früher meist als Unterarten zu Anolis marmoratus gestellt worden sind. Gemeinsam mit anderen Arten der nördlichen Kleinen Antillen bilden sie die „bimaculatus-Artengruppe“.